# مايكل هارود
مايكل هارود (بالإنجليزية: Michael Harwood)‏ هو كاتب أغاني وملحن بريطاني، ولد في 12 ديسمبر 1972 في لندن في المملكة المتحدة.

## وصلات خارجية
- مايكل هارود على موقع ميوزك برينز (الإنجليزية)
- مايكل هارود على موقع ديسكوغز (الإنجليزية)